# Babe, el porquet valent
Babe, el porquet valent (títol original en anglès: Babe) és una pel·lícula australiana de 1995, dirigida per Chris Noonan. Posteriorment se'n va fer una seqüela: Babe, el porquet a la ciutat (1998), dirigida per George Miller. Aquesta pel·lícula ha estat doblada al català.

## Argument
Una vegada hi havia un porquet anomenat Babe. Un agricultor autoanomenat Hoggett, una mica ingenu, el guanya en un joc per una suma vexatòria. Aquest porquet no era prou gras per a la paella. Però un dia, s'adona de la sort que té. Decideix portar a terme tasques essencials a la granja, i està segur que ningú se'l menjarà. Després de tots els seus esforços, Babe es converteix en el primer porc pastor.

## Repartiment
Actors
- James Cromwell: Arthur Hoggett
- Magda Szubanski: Esme Cordelia Hoggett
- Zoe Burton: la filla
- Brittany Byrnes: l'àvia
- Wade Hayward: l'avi

Veus
- Roscoe Lee Browne: narrador
- Christine Cavanaugh: Babe
- Miriam Margolyes: Fly
- Danny Mann: ànec Ferdinand
- Hugo Weaving: Rex
- Miriam Flynn: Maa, l'ovella
- Russi Taylor: la Gata Duquesa
- Evelyn Krape: la vella ovella

## Premis i nominacions

### Premis
- 1996 Oscar als millors efectes visuals - Scott E. Anderson, Charles Gibson, Neal Scanlan.[5]

### Nominacions
- Oscar al millor actor secundari per James Cromwell.[5]
- Oscar a la millor direcció artística - Roger Ford, Kerrie Brown.[5]
- Oscar al millor director per Chris Noonan.[5]
- Oscar al millor muntatge per Marcus D'Arcy, Jay Friedkin.[5]
- Oscar a la millor pel·lícula per George Miller, Doug Mitchell, Bill Miller.[5]
- Oscar al millor guió adaptat per George Miller, Chris Noonan.[5]